# Michał Szweycer
Michał Szweycer (ou Michel Szwejcer), né en 1807 à Glinnik (powiat de Tomaszów Mazowiecki) et mort 26 mai 1871 à Paris 12e, est un photographe et militant polonais de l'indépendance.

## Biographie
Fils de Louis Szweycer et Marianne Zadora, issu de la noblesse polonaise, il commence en 1827 des études à la faculté de droit et d'administration de l'université de Varsovie. Il rejoint la conspiration pour l'indépendance de la Pologne, il a été chef des milieux universitaires associés à la conspiration dirigée par Piotr Wysocki, a été arrêté juste avant le début du Insurrection de Novembre de 1830. Libéré après l'explosion, il prend une part active au soulèvement. Il est lieutenant au 1er régiment de lanciers et adjudant du général Józef Dwernicki. Il reçoit la Croix d'Or de l'Ordre militaire de Virtuti Militari pour la Bataille d'Ostrołęka (1831). Après le soulèvement, il est condamné à la Peine de mort par le tribunal russe, il émigre alors à Paris, où il se lie d'amitié avec Adam Mickiewicz.
Il est fusillé avec Adolf Rozwadowski lors de la Commune de Paris (1871) par l'armée de Versailles en raison du non-respect de l'interdiction de l'éclairage nocturne (ils utilisaient un brûleur à alcool afin de chauffer l'eau pour le thé).
Il est enterré au cimetière du Père Lachaise (6e division, dans la sépulture collective du général Wysocki. 
Michal Szwejcer (sous le prénom de Ludwik) et Rozwadowski furent immortalisés dans le poème de Teofil Lenartowicz Deux compagnons (Dwaj towiańczycy)